# Panerselvam Yuvaaraj
Panerselvam Yuvaaraj (* 28. März 1989) ist ein ehemaliger malaysischer Sprinter, der sich auf den 400-Meter-Lauf spezialisiert hat.

## Sportliche Laufbahn
Erste internationale Erfahrungen sammelte Panerselvam Yuvaaraj im Jahr 2009, als er bei den Asienmeisterschaften in Guangzhou mit 48,71 s in der ersten Runde über 400 Meter ausschied und mit der malaysischen 4-mal-400-Meter-Staffel in 3:11,37 min den siebten Platz belegte. Anschließend gelangte er bei den Südostasienspielen in Vientiane in 47,61 s auf den vierten Platz im Einzelbewerb und gewann mit der Staffel in 3:10,19 min die Silbermedaille hinter dem thailändischen Team. 2011 kam er bei den Asienmeisterschaften in Kōbe mit 48,17 s nicht über den Vorlauf über 400 Meter hinaus, wie auch bei der Sommer-Universiade in Shenzhen im August desselben Jahres mit 48,22 s. 2013 verpasste er bei den Islamic Solidarity Games in Palembang mit 50,40 s den Finaleinzug und im Dezember gewann er bei den Südostasienspielen in Naypyidaw in 3:15,06 min die Bronzemedaille mit der Staffel hinter den Teams von den Philippinen und Thailand. Im Juni 2014 bestritt er seinen letzten offiziellen Wettkampf und beendete daraufhin seine aktive sportliche Karriere im Alter von 25 Jahren.
2012 wurde Yuvaaraj malaysischer Meister im 400-Meter-Lauf.

## Persönliche Bestleistungen
- 400 Meter: 47,31 s, 8. Mai 2010 in Ipoh